# Trackmania (videojuego de 2020)
Trackmania (estilizado como TrackMania) es un videojuego de carreras de la serie de videojuegos homónima desarrollado por Nadeo y publicado por Ubisoft.
Fue anunciado el 28 de febrero de 2020 y se trata de un remake de TrackMania Nations.

## Anuncio
El juego fue anunciado durante la Lyon e-Sport 2020, en el contexto de la fase final de Playoffs de la TrackMania Grand League Winter 2020. Con la aparición estrella de Hylis (uno de los creadores de la franquicia), y junto al realizador de directos ZeratoR, se mostraron las primeras imágenes del juego junto a un tráiler y un pequeño fragmento de jugabilidad, destacando el editor de circuitos y los nuevos bloques disponibles.
El juego presentó un logotipo que rompe con la tradición de repetir siempre el mismo logo de las letras "TM" de todos los demás juegos de la franquicia, algo que incluso TrackMania Turbo, pese a sus cambios de diseño, conservó en la parte inferior.

## Jugabilidad
Durante la presentación en directo se presenciaron vídeos mostrando la jugabilidad, la cual mantiene la habitual en la entrega, compitiendo con un coche similar a los de Fórmula 1 en circuitos construidos dentro de un estadio (llamado en el videojuego entorno Stadium). El vehículo se llama StadiumCar y presenta un nuevo diseño respecto al juego original.
El juego cuenta con un sistema de trofeos que es válido tanto en los modos individual y multijugador.

## Modalidades de juego
TrackMania incluye una campaña oficial de la temporada y una selección de pistas diarias, junto con nuevas opciones de creación de pistas y novedosas superficies y bloques especiales (posiblemente estacionales), tal y como explica el artículo de la web del juego.
Además incluye una campaña gratuita de entrenamiento que muestra los principales terrenos de construcción.

## Lanzamiento
Anunciado originalmente para ser lanzado el 5 de mayo de 2020, finalmente fue retrasado al 1 de julio del mismo año debido a que Nadeo tuvo que ejercer el teletrabajo debido a la pandemia de COVID-19, tal y como se anunció el 22 de abril. El lanzamiento fue para PC vía UPlay y Epic Games Store.
El 7 de julio se anunciaron una serie de correcciones para mejorar el juego tras los comentarios de los propios jugadores.

## Ediciones

### Acceso Inicial
Es la versión gratuita del juego y cuenta con limitaciones como un editor simplificado, imposibilidad de acceder al circuito del día, de acceder a las funciones clubs y de conservar circuitos de anteriores trimestres. Tampoco está habilitado el chat en partidas en línea.

### Acceso Estándar
Esta versión se adquiere por el precio de 9.99 € y el paso sirve durante un año. Cuenta con un creador de circuitos avanzado, el acceso a pistas de otros usuarios como el de poder compartirlos, el acceso al circuito del día está disponible, puedes crear servidores locales (en la gratuita solo unirte a ellos), y puedes utilizar el chat en partidas en línea.

### Acceso Club
La edición con todo el juego disponible cuesta al año 29.99 €, pero puede pagarse 3 años a la vez por 59.99 € (pagando 3 años de uno en uno con la versión de acceso de un solo año costaría en su lugar 90 €). Esta edición amplía el contenido de las anteriores sumándole repeticiones fantasma VIP de clubs, poder participar en la TrackMania Open Grand League, y acceder a todo el contenido de clubs, que incluye: campañas personalizadas, unirse a clubs de forma indefinida ya sean privados o públicos, crear "actividades" (campañas, salas, competiciones, noticias...), compartir diseños de vehículos y pistas con los clubs o utilizar skins personalizadas. En el futuro también se podrán crear modificaciones del juego como texturas, modos de juego o bloques en 3D.